# Panzergrenadierbataillon 192
Das Panzergrenadierbataillon 192 war das zweite Bataillon der Panzergrenadierbrigade 19 und existierte in zwei unterschiedlichen Verbänden von 1959 bis 2006.

## Verbandsabzeichen
Ab ca. 1963 trugen die Soldaten des Heeres auf dem Dienst- und Ausgehanzug (linker Oberarm) das Wappen ihrer Division oder Kommandobehörde. Die Soldaten der 7. Panzerdivision trugen ab 1. Oktober 1980 ein internes Verbands- bzw. Einheitsabzeichen (selbst. Kp) als Brustanhänger, welches die Verbands- bzw. Einheitszugehörigkeit und die regionale Einbindung zum Ausdruck brachte.

Das Verbandsabzeichen, zeigt auf grünem Grund (Waffenfarbe der Panzergrenadiere) ein gelbes Kreuz (Christliches Kreuz des Abendlandes, später auch Fürstbischöfliches Kreuz zu Münster), einen gekrönten, einwärts gekrümmten, siebenfach geflügelten silbernen Aal aus dem Wappen von Ahlen, das die Verbundenheit zum Standort zeigte.

## Geschichte
Das Panzergrenadierbataillon 192 war von 1959 bis 1970 ein organischer Verband der Panzergrenadierbrigade 19. In den Folgejahren bis 1980 existierte das Bataillon mit der Bezeichnung Jägerbataillon 441 in der Heimatschutzbrigade 15. Am 1. Oktober 1980 wurde durch Umbenennung aus dem Panzergrenadierbataillon 191 das Panzergrenadierbataillon 192 (SPz). Das PzGrenBtl 191 wurde als gemischtes Btl neu aufgestellt.

### Panzergrenadierbataillon 192 (1959–1970)
Am 1. März 1959 wurde in Ahlen mit der Aufstellung des dritten Infanterieverbandes der Brigade 19, des Panzergrenadierbataillons 192, begonnen. Es handelte sich dabei um einen mit leichten Unimog motorisierten Verband, der aus Kostengründen auf eine Ausstattung mit gepanzerten Fahrzeugen verzichten musste. Der Zweite am Standort stationierte Verband war das Versorgungsbataillon 196. Diese Grenadierbataillone mot wurden ab 1970 im Rahmen der Heeresstruktur III zur Aufstellung der Jägerbataillone der Heimatschutzkommandos des Territorialheeres herangezogen. Aus dem Panzergrenadierbataillon 192 wurde 1970 das Jägerbataillon 441, das 1981 in das Jägerbataillon 531 umbenannt wurde und bis zur Auflösung 1992 in Ahlen stationiert blieb.
Am 1. März 1959 wurde in Handorf mit der Aufstellung des Grenadierbataillons 191, dem Ersten der drei Infanterieverbände der Brigade 19 begonnen. Zur Aufstellung wurden Abgaben aus den Grenadierbataillonen 12 (Göttingen) und 22 (Fritzlar) herangezogen. Das Bataillon war ebenfalls mit Unimog motorisiert und wurde bald in die Westfalen-Kaserne nach Ahlen verlegte.
In der Heeresstruktur IV wurde in jedem Kampftruppenbataillon eine weitere Kompanie durch Verkleinerung der bestehenden Kompanien gebildet. Daher gliederte das Bataillon 1980 in das gemischte Panzergrenadierbataillon 191 mit zwei Panzer- und einer Panzergrenadierkompanien um, die zusätzlich um eine Mörserkompanie erweitert als das Panzergrenadierbataillon 192. Ein neu gebildetes Panzergrenadierbataillon 191 wurde gekadert.
Die Panzerbataillone 193 und 194 blieben, abgesehen von der inneren Struktur, unverändert in Handorf.

### Panzergrenadierbataillon 192 (1980–2006)
Die 1./ des Panzergrenadierbataillons 192 war wie bei allen Bataillonen die Stabs- und Versorgungskompanie mit zwei Schützenpanzern als Führungsfahrzeuge für den Bataillonskommandeur. Die 2./192 und die 3./192 waren als Panzergrenadierkompanien mit je elf Schützenpanzer Marder ausgestattet. Die 4./192 war als Grenadier- / Panzergrenadierkompanie MTW mit dem M113 als Infanterie mechanisiert. Der Kompanie war ein Feldersatz- und Grundausbildungszug angeschlossen. Die 5./192 war als Panzermörserkompanie mit M113 Panzermörser 120 mm ausgestattet. Der Kompanie war zusätzlich ein Panzerjägerzug mit Jaguar mit HOT unterstellt. Das Bataillone hatte eine Stärke von rund 600 Soldaten.
Ab 1991 wurde im Rahmen der „Friedensdividende“ die Truppenstärke schrittweise reduziert. Daher wurde aus der Panzergrenadierbrigade 19 die Panzerpionierkompanie 190 in Ahlen und in Handorf das Panzerbataillon 194, das Panzerartilleriebataillon 195 und die Instandsetzungskompanie 190 bis 1993 aufgelöst. Erhalten blieben das Ahlener Panzergrenadierbataillon 192 und die Stabskompanie der Brigade. Der Brigade wurden als Ersatz Verbände der aufgelösten Panzerbrigade 20 mit dem Panzerbataillon 203, die Panzerpionierkompanie 200 in Hemer und das Panzerartilleriebataillon 205 in Dülmen neu unterstellt.
Dem Panzergrenadierbataillon 192 wurden 1991 die 3./Panzergrenadierbataillon 202 aus Hemer als 6./192 unterstellt und eingegliedert. Diese Kompanie war fortan für die Ausbildung von Unteroffizieren zuständig. 1993 wurde dem Bataillon die 2./ Panzergrenadierbataillon 191 als neue 5./192 unterstellt und diese eingegliedert. Die Panzermörserkompanie wurde zur 6./192 und die Unteroffizierausbildungskompanie zur 7./192 umnummeriert. Diese wurde aber schon 1997 wieder aufgelöst.
Das Bataillon war für die Ausbildung eines der ersten SFOR-Kontingente für Bosnien verantwortlich. Die Panzergrenadierbrigade 19 wurde zum 31. August 2002 aufgelöst. Das Panzergrenadierbataillon 192 und das Panzerbataillon 203 in Hemer wurden der Panzerbrigade 21 in Augustdorf unterstellt.
Bei der Neuplanung der Heeresstruktur wurde die Auflösung des Panzergrenadierbataillons 192 beschlossen. Das Bataillon wurde am 18. Mai 2006 in der Westfalen-Kaserne in Ahlen mit einem feierlichen Appell außer Dienst gestellt. Dabei wurden der Stadt Ahlen die Patenschaftsurkunde für das Bataillon zurückgegeben.
Ein Traditionsraum an der Lehrgruppe B der Unteroffizierschule des Heeres in der Lützow-Kaserne in Münster-Handorf erinnerte an die aufgelösten Verbände und selbständigen Kompanien der Brigade. Nach deren Auflösung wurde im Zuge der Bundeswehrreform das Sanitätsregiment 22 aus dem benachbarten Hamm an den Standort Ahlen verlegt.

## Militärische Entwicklung
Nach Gesprächen und Verhandlungen mit den Alliierten sollte sich die Heeresstruktur 1 an die Gliederung der Amerikaner anlehnen. Es zeigte sich aber schon bald, dass diese Struktur nicht geeignet war, die dem Heer gestellten Aufgaben zu erfüllen. Überlegungen, Planungen und Truppenversuche (LV 58) führten zur grundlegende Änderung der eingenommenen Gliederung und zur 2. HST. Die Aufstellung der 7. PzDiv zum 1. August 1958 in Lippstadt, am 1. November 1958 in 7. Division umbenannt, fiel in die Phase der 2. HST. Die „Siebte“ war der erste Großverband der Bundeswehr, der in seiner Gliederung Brigaden, Regimenter, Bataillone und Kompanien als Bausteine hatte und in der Lage war, in den Gefechtsarten Verteidigung, Verzögerung und Angriff, das Gefecht der verbundenen Waffen zu führen. Dazu verfügte die 7. Div über die Brigaden 19, 20 und 21 sowie über weitere Regimenter, Verbände und Einheiten.
Die Panzergrenadierbrigade 19, zum 1. März 1959 in Münster-Handorf aufgestellt, später nach Ahlen verlegt, verfügte zunächst als Kampf- und Kampfunterstützungskräfte über sieben Bataillone: 3 PzGrenBtl, 1 PzBtl, 1 ArtBtl, 1 VersBtl, 1 FErsBtl sowie über fünf selbständige Kompanien und einen Zug – StKp, PzPiKp, PzJgKp, VersKp, InstKp und AufklZg.
Das PzGrenBtl 192 war vom Tag der Aufstellung am 1. April 1959 in Heesen, mit Unterbrechung von 1970 bis 1980, ein organischer Verband der PzGrenBrig 19 „Münsterland“. Das Panzergrenadierbataillon verlegte aber schon bald in die Westfalen-Kaserne, Ahlen und wuchs dort zum Einsatzverband auf. Die Ausstattung erfolgte zunächst mit Rad- und KettenFz: Lkw 0,25t, Lkw 0,75t, Lkw 3t, Lkw 5t, AufklPz M 41, SchtzPz Hotchkiss, HS 30. Zum 1. Januar 1963 wurde das Btl 192 umbenannt in PzGrenBtl 192 (mot). Es hatte seine Ausstattung an SPz abgegeben und wurde ausgerüstet mit dem MTW M 113 als TransportFz. Auch in der schweren 5. Kp erfolgten in den 60er Jahren Ausstattungsänderungen mit neuem Gerät. Der PzMrs 120 mm auf HS 30 / M 113 wurde eingeführt, der M 41 abgezogen und der JgPz (kan) kam in die Truppe.

### Gliederung der PzGrenBtl’e
- BtlFüGrp u. TrVerw
- StabsVersKp
- 2. bis 4. PzGrenKp
- Schwere 5. Kp

Das Btl hatte eine Stärke, abhängig von der Ausstattung, zwischen 750 und 800 Soldaten. Die Gliederung wurde weitgehend bis 1970 beibehalten.

### Heeresstruktur 3 (1970–1980)
Die Haushaltslage des Bundes zwang zu Kosteneinsparungen in allen Ressorts. Ohne die Kampfkraft zu mindern sollte auch das Heer Kosten einsparen. Diese Lage erforderte neue Überlegungen, die in der Übung GROSSER RÖSSELSPRUNG 1969 erprobt wurden und als Organisationsmodell 3 zur Grundlage einer Teilumgliederung des Heeres ab 1970 wurde. Das PzGrenBtl 192 (mot) gliederte zum 1. April 1970 um und erhielt die Bezeichnung Jägerbataillon 441, das dem HSchtzKdo 15 WBK III unterstellt wurde, aber in Ahlen stationiert blieb.

### Heeresstruktur 4 (1980–1990)
Die militärpolitische Lage in den 1970er Jahren in der Sowjetunion, mit ihren starken Angriffskräften an ihrer Westgrenze zu Europa, veranlasste die NATO zu einem Strategiewechsel, der „flexiblen Vorneverteidigung“. Doch auch der Bundeshaushalt mit knapper Kasse und die mittlerweile eingeführten neues Waffensysteme mit erheblichen Leistungssteigerungen der Abwehrkräfte des Heeres, spielten eine Rolle. Es sollten kleinere, schnelle Verbände entstehen, die mit hoher Feuerkraft das Gefecht verbundener Waffen führen konnten, so die Auffassung. Doch das Ergebnis, die HStru 4, überzeugte nicht, weil insbesondere die zu Fuß kämpfenden Kräfte in den Verbänden zu schwach wurden. Die Gefahr hoher und nicht schnell ersetzbarer Verluste war ein schwerwiegendes Argument. Ein Divisionskommandeur kommentierte die neue Struktur: Er fühle sich mit seiner Division wie der Fahrer eines Käfers auf drei Rädern. Ab dem 1. Oktober 1980 wurde in die HStr 4 umgegliedert. Das PzGrenBtl 191 (SPz), Ahlen wurde umbenannt in PzGrenBtl 192 (SPz). Die Kampftruppen-Bataillone gaben jeweils eine Kompanie an das neu aufzustellende gemischte PzGrenBtl 191 ab. Die Einheiten blieben jedoch im Frieden den abgebenden Verbänden unterstellt. Die schwere 5. Kompanie wurde zur PzMrsKp mit 6 Mrs 120 mm auf M 113 umgegliedert.

### Gliederung und Stärke der PzGrenBtl (SPz) HST 4
- BtlFüGrp u. TrVerw., 8 Offiziere, 2 Beamte
- StVersKp, ca. 200 Soldaten, 2 SPz, 5 MTW M 113
- PzGrenKp (2./- bis 4./-Kp), ca. 110 Soldaten und 11 SPz
- PzMrsKp ca. 60 Soldaten, 9 MTW M 113

Die Absitzstärke der PzGrenKp (SPz) sank von ca. 90 Soldaten in der HStru 3 auf ca. 50 Soldaten.

### Heeresstruktur 5
Mit der Wiedervereinigung 1990 folgte ab 1991 ein radikaler Umbau der Bw und damit auch des Heeres. Das PzGrenBtl 192 (SPz) blieb zunächst erhalten und stand wie „ein Fels in der Brandung“. Es gab Soldaten an neu aufzustellende Verbände und Einheiten ab und gliederte fremde Einheiten ein. Zeitweise bestand das Btl aus sieben Einheiten. 1991 Eingliederung der 3./202 als 6. Kp später 7. Kp (Uffz.-Ausb.) 1993 Eingliederung der 2./191 als 5. Kp 5./192 wird 6.Kp und erhielt vorübergehend einen Zug PzJg (HOT), Jaguar 2 In schneller Folge erhielt das PzGrenBtl 192 (SPz) neue Aufträge in der Ausbildung Neues Heer für neue Aufgaben. Soldaten waren für bevorstehende Auslandseinsätze auszubilden. Zum 1. April 1994 wurde das Btl der 1. Panzerdivision (Rückunterstellung erfolgte 1997) unterstellt. Mit der Außerdienststellung der PzGrenBrig 19 Münsterland im Jahr 2002 wurde das PzGrenBtl 192 (SPz) der Panzerbrigade 21, Augustdorf unterstellt. Das PzGrenBtl 192 (SPz) wurde am 31. Dezember 2006 nach 37 Jahren und 10 Jahre unter der Bezeichnung JgBtl 441, immer in Ahlen stationiert, als letzter Verband der PzGrenBrig 19 Münsterland außer Dienst gestellt.

## Höhepunkte und besondere Ereignisse in der Geschichte des PzGrenBtl 192 (SPz)
- 1. April 1959: Aufstellung in Hessen als PzGrenBtl 192 (SPz)
- 1. März 1962: Verlegung in die Westfalen-Kaserne, Ahlen
- Oktober 1962: Truppenübungsplatz-Aufenthalt in Mourmelon-le-Grand, Frankreich
- 1. Januar 1963: Umbenennung in PzGrenBtl 192 (mot) und Tausch der KettenKfz gegen RadKfz
- 12. Oktober 1963: Teilnahme mit einer Abordnung an der Verabschiedung von Konrad Adenauer als Bundeskanzler in Wunstorf
- November 1967: GefÜb. I. Korps – HERMELIN II
- September 1969: GefÜb. GROSSER RÖSSELSPRUNG mit Weserübergang
- 1. April 1970: Umbenennung PzGrenBtl 192 in JgBtl 441, Unterstellung HSchtzKdo 15
- 1. Oktober 1980: Umbenennung der 7. Division in 7. PzDiv
- 1980: Traditionsübernahme des ehem. InfRgt Nr. 22 Ostpreußen
- 1. Oktober 1980: Aufstellung (neu) als PzGrenBtl 192 (SPz)
- Mai–Juni 1981: TrÜbPl-Aufenthalt in Shilo mit 2./192, 3./192, 2./191 (ca. 180 Soldaten) und UstTle 1./192 (ca. 60 Soldaten)
- 1. Oktober 1981: Übernahme Patenschaft für JgBtl 76 (Mob), Preußisch Oldendorf (Ende 10/1992)
- September 1982: GefÜb. STARKE WEHR, 45.000 Soldaten und 14.000 Rad- u. KettenFz
- Dezember 1982: Einführung der internen Verbandsabzeichen (Brustanhänger) in der 7. PzDiv.
- 1984: TrÜbPl-Aufenthalt BERGEN-HOHNE u. Verabschiedung Karl Carstens (Bundespräsident) mit großer Feldparade (400 Rad- u. KettenKfz) sowie Appell aller Soldaten auf dem Feldflugplatz. HptFw Piotrowski als Vorsänger der Nationalhymne vor ca. 3500 Soldaten der 7. PzDiv.
- 1984: Gründung Freundeskreis Ahlener Panzergrenadiere
- 1985: TrÜbPl-Aufenthalt SHILO mit ustTle 1./192
- Oktober 1986: GefÜb. SPRINGENDES ROSS 86
- 3. Oktober 1990: Offz/Uffz des Btl fahren als ÜbernahmeKdo’s an StO der ehem. NVA in Ostdeutschland, um mit Soldaten der NVA Einrichtungen, Waffen, Munition und Gerät zu sichern. Die Übernahme verlief ohne große Probleme.
- August 1990: TrÜbPl-Aufenthalt mit 3./202, 2./192 sowie UstTle 1./192 in SHILO
- 1992: Umgliederung in die HStru 5 beginnt
- 1993: Personalabstellungen für den SOMALIA-Einsatz (70 Soldaten der 7. PzDiv)
- 1993: 7. PzDiv (auch PzGrenBtl 192) hält Verbände und Einheiten (Einsatzbereitschaft März 1994, 72 Std.) als Krisenreaktionskräfte bereit
- 1. Oktober 1993: PzGrenBtl 191 (SPz) wird außer Dienst gestellt
- 8. Juli 1994: Russische Streitkräfte verabschieden sich aus Ostdeutschland. Alliierte Streitkräfte verlassen Berlin.
- Februar 1995: Hochwassereinsatz im Raum Köln.
- September 1996 – Januar 1997: Teile der 5./PzGrenBtl 192 werden der 6./JgBtl 292 (DF-Brigade) unterstellt und nehmen am IFOR-Einsatz im ehemaligen Jugoslawien teil.
- 1. Oktober 1996: PzGrenBrig 19 wechselt Unterstellung von WBK II / 1. PzDiv zu WBK III / 7. PzDiv
- 1996: Verleihung der Korpsmedaille I. Korps für besondere Verdienste an PzGrenBtl 192
- 1997: WBK III / 7. PzDiv stellt SFOR-Kontingent (Bosnien). Beteiligt sind auch Soldaten des PzGrenBtl 192 (SPz).
- August 1997: PzGrenBtl 192 (SPz) unterstützt Oderhochwasser-Einsatz
- 2000: 3. Kompanie stellt Einsatzkompanie der  TF ZUR (EinsBtlKFOR) im Kosovo
- 24. August 2000: Verleihung des Fahnenbandes für besondere Verdienste durch MP Wolfgang Clement, NRW
- 2001: Reduzierung des GWD von 10 auf 9 Monate
- 2002:PzGrenBtl 192 unterstützt mit 3. Kompanie sowie Teilen 1. Kompanie beim Elbehochwasser in den Ortschaften Gübs und Klein-Gübs
- 2002: 15 Soldaten nehmen an der Wallfahrt nach Tschenstochau zum polnischen Nationalheiligtum Jasna Góra teil.
- 2003: PzGrenBtl 192 stellt mit PzBtl 64 die TF PRIZREN beim 7. Einsatzkontingent KFOR
- 2004: Gen. Schneiderhan (GenInsp) informiert sich über die Ausb. beim Btl 192
- 2005: Erneute Teilnahme von Soldaten der 3./192 an der Wallfahrt in Polen
- 31. Dezember 2006: Außerdienststellung PzGrenBtl 192 (SPz)

## Patenschaften
- 1979 Bataillon Stadt Ahlen
- 1975 1. Kompanie Ahlen-Vorhelm
- 1974 2. Kompanie Hamm-Heessen
- 1994 3. Kompanie Sendenhorst
- 1992 4. Kompanie Ascheberg
- 1979 5. Kompanie Ahlen-Dolberg
- 1992 6. Kompanie Beckum
- 1973–1992
  - 1. (BE) Regiment Grenadiers (Soest)
  - 1st (UK) Bataillon Scotś Guards (Münster)

Mit der Außerdienststellung des PzGrenBtl 192 wurden die Patenschaften aufgelöst.

## Sonstiges

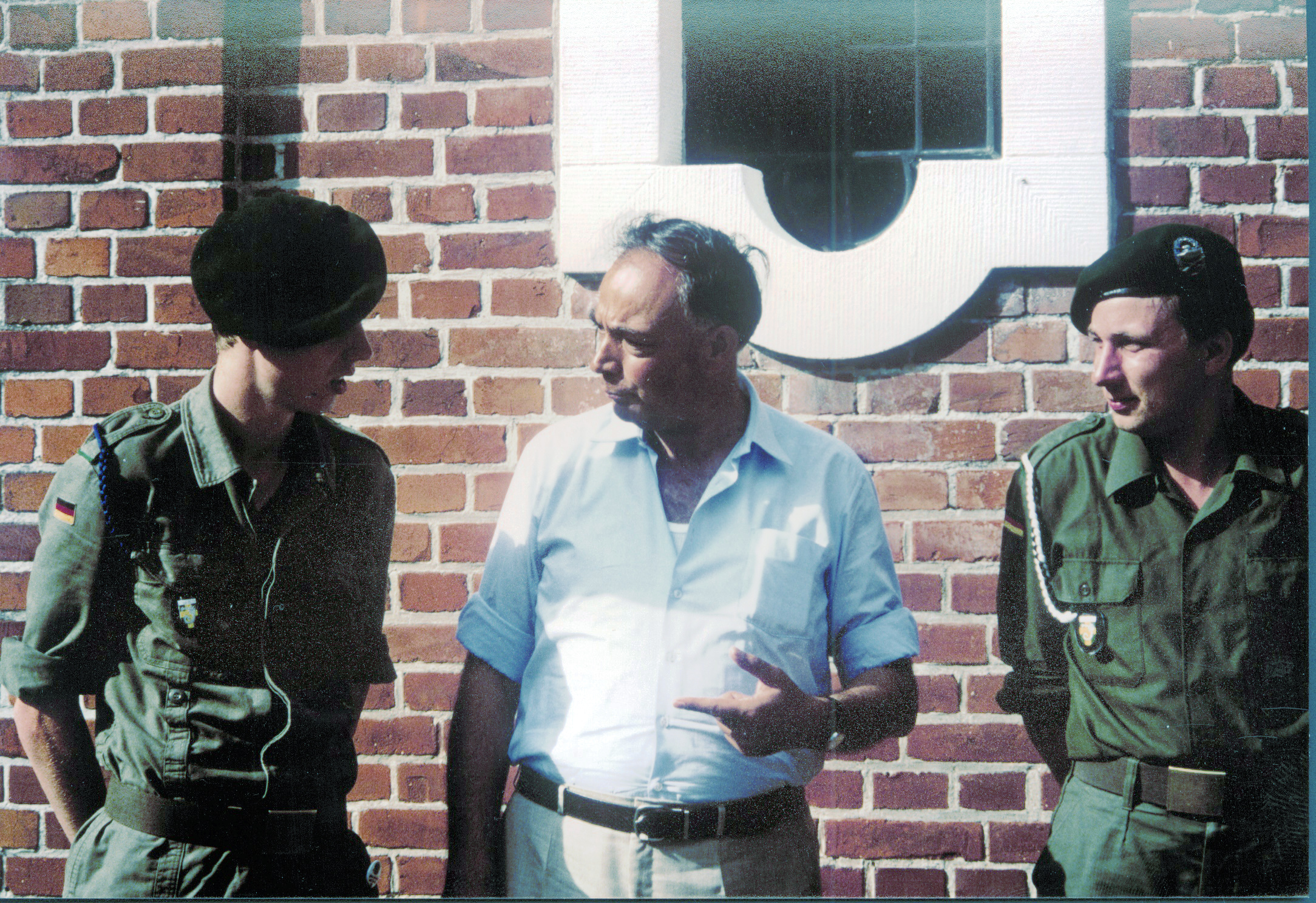
Bischof Reinhard Lettmann auf einer Initiativ-Wallfahrt durch sein Bischöflich Münstersches Offizialat vom 27. Aug. 1989 bis 2. Sep. 1989 mit Soldaten der 4./194 links und der 1./192 rechts des Panzergrenadierbataillons 192.

- Die Soldaten trugen neben ihrem Bataillonsabzeichen eine verschiedenfarbige Kompaniekordel, die von der rechten Schulterklappe hing und mit einem Karabinerhaken an der Brusttasche befestigt war. Kordelfarben waren für die 1./192 weiß, später grün-weiß (Grenadiere), 2./192 rot, 3./192 grün-gelb, 4./192 blau, 5./192 grün, 6./192 schwarz, und die 7./192 grün-schwarz.
- Bataillonsmarsch: Grenadiermarsch Fredericus Rex